# Kolarstwo na Igrzyskach Śródziemnomorskich 2009
Kolarstwo na Igrzyskach Śródziemnomorskich 2009, odbywało się w dniach 30 czerwca (mężczyźni) i 3 lipca (kobiety), na ulicach Pescary. Reprezentanci gospodarzy wygrali wszystkie trzy konkurencje kolarskie. 

## Mężczyźni
| Konkurencja                                      | Złoto          | Wynik    | Srebro        | Wynik    | Brąz               | Wynik    |
| Kolarstwo szosowe                                |                |          |               |          |                    |          |
| Wyścig uliczny indywidualnie ze startu wspólnego | Enrico Peruffo | 3h08'15" | Marko Kump    | 3h08'15" | Andrea Guardini    | 3h08'15" |
| Jazda indywidualna na czas                       | Adriano Malori | 28'28"61 | Tony Gallopin | 29'09"17 | Ioannis Tamouridis | 29'27"71 |

## Kobiety
| Konkurencja                                      | Złoto          | Wynik    | Srebro         | Wynik    | Brąz             | Wynik    |
| Kolarstwo szosowe                                |                |          |                |          |                  |          |
| Wyścig uliczny indywidualnie ze startu wspólnego | Luisa Tamanini | 1h16'18" | Julie Krasniak | 1h16'22" | Giorgia Bronzini | 1h16'28" |

## Tabela medalowa
| Pozycja | Państwo  |   |   |   | Łącznie |
| ------- | -------- | - | - | - | ------- |
| 1       | Włochy   | 3 | 0 | 2 | 5       |
| 2       | Francja  | 0 | 2 | 0 | 2       |
| 3       | Słowenia | 0 | 1 | 0 | 1       |
| 4       | Grecja   | 0 | 0 | 1 | 1       |
| Łącznie | Łącznie  | 3 | 3 | 3 | 9       |